# Guvernul Chivu Stoica (2)
Guvernul Chivu Stoica (2) a fost un consiliu de miniștri care a guvernat România în perioada 20 martie 1957 - 20 martie 1961.

## Modificări în structura Guvernului
- 5 decembrie 1958 - S-a desființat Ministerul Minelor, devenind Departament în Ministerul Industriei Grele.
- 4 mai 1959 - S-a înființat Comitetul de Stat pentru Construcții, Arhitectură și Sistematizare.

## Componența
- Președintele Consiliului de Miniștri

Chivu Stoica (20 martie 1957 - 20 martie 1961)

### Vicepreședinți ai Consiliului de Miniștri
- Vicepreședinte al Consiliului de Miniștri

Emil Bodnăraș (20 martie 1957 - 20 martie 1961)
- Vicepreședinte al Consiliului de Miniștri

Petre Borilă (20 martie 1957 - 20 martie 1961)
- Vicepreședinte al Consiliului de Miniștri

Miron Constantinescu (20 martie - 15 iulie 1957)
Gherasim Popa (10 octombrie 1957 - 20 martie 1961)
- Vicepreședinte al Consiliului de Miniștri

Alexandru Moghioroș (20 martie 1957 - 20 martie 1961)
- Vicepreședinte al Consiliului de Miniștri

Alexandru Bârlădeanu (20 martie 1957 - 20 martie 1961)
- Vicepreședinte al Consiliului de Miniștri

Ștefan Voitec (20 martie 1957 - 20 martie 1961)
- Vicepreședinte al Consiliului de Miniștri

Athanase Joja (8 februarie 1958 - 20 martie 1961)

### Miniștri
- Ministrul de interne

Alexandru Drăghici (20 martie 1957 - 20 martie 1961)
- Ministrul de externe

Grigore Preoteasa (20 martie - 15 iulie 1957)
Ion Gheorghe Maurer (15 iulie 1957 - 23 ianuarie 1958)
Avram Bunaciu (23 ianuarie 1958 - 20 martie 1961)
- Ministrul justiției

Gheorghe Diaconescu (20 martie - 31 decembrie 1957)
Avram Bunaciu (31 decembrie 1957 - 23 ianuarie 1958)
Gheorghe Diaconescu (23 ianuarie 1958 - 20 martie 1961)
- Ministrul forțelor armate

Leontin Sălăjan (20 martie 1957 - 20 martie 1961)
- Ministrul finanțelor

Aurel Vijoli (20 martie 1957 - 20 martie 1961)
- Ministrul industriei grele

Gherasim Popa (20 martie 1957 - 27 aprilie 1959)
Carol Loncear (27 aprilie 1959 - 1 iulie 1960)
Constantin Tuzu (1 iulie 1960 - 20 martie 1961)
- Ministrul minelor

Ioan Mineu (20 martie 1957 - 20 martie 1961)
- Ministrul petrolului și chimiei

Mihail Florescu (20 martie 1957 - 20 martie 1961)
- Ministrul industriei bunurilor de consum

Ștefan Voitec (20 martie 1957 - 27 aprilie 1959)
Alexandru Sencovici (27 aprilie 1959 - 20 martie 1961)
- Ministrul construcțiilor și materialelor de construcții (la 4 mai 1959, ministerul a fost desființat)

Gheorghe Hossu (20 martie 1957 - 5 decembrie 1958)
Mihai Suder (5 decembrie 1958 - 4 mai 1959)
- Ministrul agriculturii și silviculturii

Ion Cosma (20 martie 1957 - 20 martie 1961)
- Ministrul economiei forestiere

Mihai Suder (17 decembrie 1959 - 20 martie 1961)
- Ministrul comerțului

Marcel Popescu (20 martie 1957 - 17 august 1959)
Gheorghe (Gogu) Rădulescu (17 august 1959 - 20 martie 1961)
- Ministrul transporturilor și telecomunicațiilor

Emil Bodnăraș (20 martie 1957 - 27 aprilie 1959)
Dumitru Simulescu (27 aprilie 1959 - 20 martie 1961)
- Ministrul sănătății și prevederilor sociale

Voinea Marinescu (20 martie 1957 - 20 martie 1961)
- Ministrul învățământului și culturii

Miron Constantinescu (20 martie - 15 iulie 1957)
Athanase Joja (15 iulie 1957 - 16 ianuarie 1960)
Ilie G. Murgulescu (16 ianuarie 1960 - 20 martie 1961)

### Miniștri secretari de stat
- Președintele Comitetului de Stat al Planificării (cu rang de ministru)

Gheorghe Gaston Marin (20 martie 1957 - 20 martie 1961)
- Președintele Comisiei Controlului de Stat (cu rang de ministru)

Dumitru Coliu (20 martie 1957 - 20 martie 1961)
- Președintele Comitetului pentru Problemele Organelor Locale ale Administrației de Stat (cu rang de ministru)

Petre Costache (20 martie 1957 - 4 mai 1959)
- Președintele Comitetului de Stat al Apelor (cu rang de ministru)

Ion S. Bernacki (20 martie 1957 - 5 decembrie 1958)
Gheorghe Hossu (5 decembrie 1958 - 20 martie 1961)
- Șef al Ceremonialului de Stat (cu rang de ministru-ambasador)

Dionisie Ionescu (8 februarie 1958 - 20 martie 1961)

## Sursa
- Stelian Neagoe - "Istoria guvernelor României de la începuturi - 1859 până în zilele noastre - 1995" (Ed. Machiavelli, București, 1995)
- Rompres Arhivat în 11 februarie 2007, la Wayback Machine.

| Precedat(ă) de: Guvernul Chivu Stoica (1) | Guvernul Chivu Stoica (2) 20 martie 1957 - 20 martie 1961 | Succedat(ă) de: Guvernul Ion Gh. Maurer (1) |